# Banjar Asem
Banjar Asem is een bestuurslaag in het regentschap Buleleng van de provincie Bali, Indonesië. Banjar Asem telt 4168 inwoners (volkstelling 2010).